# Natalia Idrisova
Natalia Idrisova (Dushanbe, Tadjikistan, 1987) és una activista ambiental, feminista i animalista.
És coordinadora de la iniciativa ecologista Little Earth. Com a part del seu projecte, Idrisova duu a terme formacions a dones rurals per fer servir aparells d'estalvi d'energia per alliberar el seu temps alhora que promociona la seva autonomia en la presa de decisions.
Va rebre molta influència per part dels seus pares, que la van formar en l'estalvi de recursos i l'amor per la biodiversitat. Durant la seva joventut va esdevenir activista ambiental va dedicar-se a l'estudi del medi ambient. Més tard va fundar una ONG anomenada Little Earth.

## Reconeixement
L'any 2023 va ser reconeguda per la BBC a la llista anual de 100 dones inspiradores i influents de tot el món.